# Де ви, лицарі?
«Де ви, лицарі?» (рос. Где вы, рыцари?) — український радянський комедійний художній фільм кіностудії ім. Олександра Довженка 1971 року. Режисер — Леонід Биков. Директор картини — Олексій Ярмольський.

## Сюжет
Молодий музикант Євген Ковальчук закохується в аероспортсменку Юлю. Почуття взаємні, але Юля не вирішується відкритися Євгену. І тут на його шляху встає знаменитий, але ще не старий інтриган доктор наук Кресовський (Леонід Биков), який також розраховує на взаємність Юлі. Два лицарі однієї дами схоплюються на рапірах і дуель закінчується пораненням доктора наук. Через інтриги побитого доктора Женю очікує вигнання з інститутських кіл…

## У ролях
- Леонід Биков — Ігор Володимирович Кресовський, вчений
- Олександр Халецький — Женя Ковальчук
- Олена Брацлавська — Юля Яценко
- Віталій Дорошенко — Алік Ларін
- Сергій Гурзо — Ваня Самоха
- Наталія Воробйова — Олена, дівчина Аліка, подруга Юлі
- Ігор Дмитрієв — Кім Олексійович Єрмілов, вчений, співавтор Кресовського з наукової роботи
- Ірина Губанова — Ольга Вікторівна
- Віктор Байков — Єгор Францевич Голубчик, сусід Жені по квартирі
- Сергій Філіппов — Аркадій Петрович Білонос
- Олексій Смірнов — поливальник
- Юрій Тимошенко — хірург
- Мальвіна Швідлер — мама Жанночки Ситникової
- Людмила Сосюра — Ніна Петрівна Тищенко, лейтенант міліції
- Борислав Брондуков — сержант міліції
- Георгій Георгіу — сусід Ковальчука і Голубчика
- Микола Яковченко — сусід Ковальчука і Голубчика
- Олег Комаров — репортер
- Валентин Грудінін — міліціонер
- Віктор Поліщук — Віктор Петрович, товариш по службі Ковальчука
- Марія Капніст — Парасковія Іллівна, сусідка Ковальчука і Голубчика
- Любов Комарецька — чергова в лікарні
- Борис Романов — біохімік
- Олександр Толстих — учасник симпозіуму
- Сергій Шеметило — доповідач
- Олександр Толстих — учасник симпозіуму
- Олександр Ануров — професор (немає в титрах)
- Микола Олійник — хлопець з гітарою (немає в титрах)
- Олександр Мілютін — парашутист (немає в титрах)